# 閃電十一人1.2.3!! 圓堂守傳說
《閃電十一人1.2.3!! 圓堂守傳說》是由LEVEL-5將閃電十一人的前六款遊戲重新做畫，並將平台設置在任天堂3DS上做為一片發售的總集遊戲。可與《閃電十一人GO2 時空之石》作連動。

## 外部連結
- （日語） 遊戲官方網站 （页面存档备份，存于）（日語）